# Olios spinipalpis
Olios spinipalpis là một loài nhện trong họ Sparassidae.
Loài này thuộc chi Olios. Olios spinipalpis được Mary Agard Pocock miêu tả năm 1901.